# Filagrio (comes Orientis)
 Filagrio (in latino: Philagrius; fl. 361-382) è stato un politico romano che servì sotto gli imperatori Giuliano e Teodosio I.

## Biografia
Dal 361 al 363 fu notaio al servizio dell'imperatore Giuliano. Nel 361, in Gallia, Giuliano impiegò Filagrio per rapire il re alamanno Vadomario, che il rivale di Giuliano, l'imperatore Costanzo II, aveva istigato ad attaccarlo. Filagrio accompagnò Giuliano nella sua campagna sasanide nel 363.
Nel 382 Filagrio era in carica come comes Orientis, cioè governatore della diocesi d'Oriente, sotto l'imperatore Teodosio I. Durante il suo mandato scoppiò una carestia nella regione. Inizialmente si dice che abbia reagito con moderazione, ma alla fine Filagrio perse la pazienza e fustigò i fornai per aver aumentato i prezzi, fermandosi solo dopo la protesta del retore antiocheno Libanio. Filagrio scambiò diverse lettere con Libanio, che lo elogiava per il suo disprezzo nei confronti sia delle beffe sia delle acclamazioni.
Probabilmente è identico al patrizio Filagrio, antenato dell'imperatore romano d'Occidente Avito e del vescovo Magno Felice Ennodio. Entrambi erano nati in Gallia e, poiché nel 361 Filagrio era al servizio di Giuliano in Gallia, è possibile che anche lui provenisse da lì.